# ブリーズベイホテル

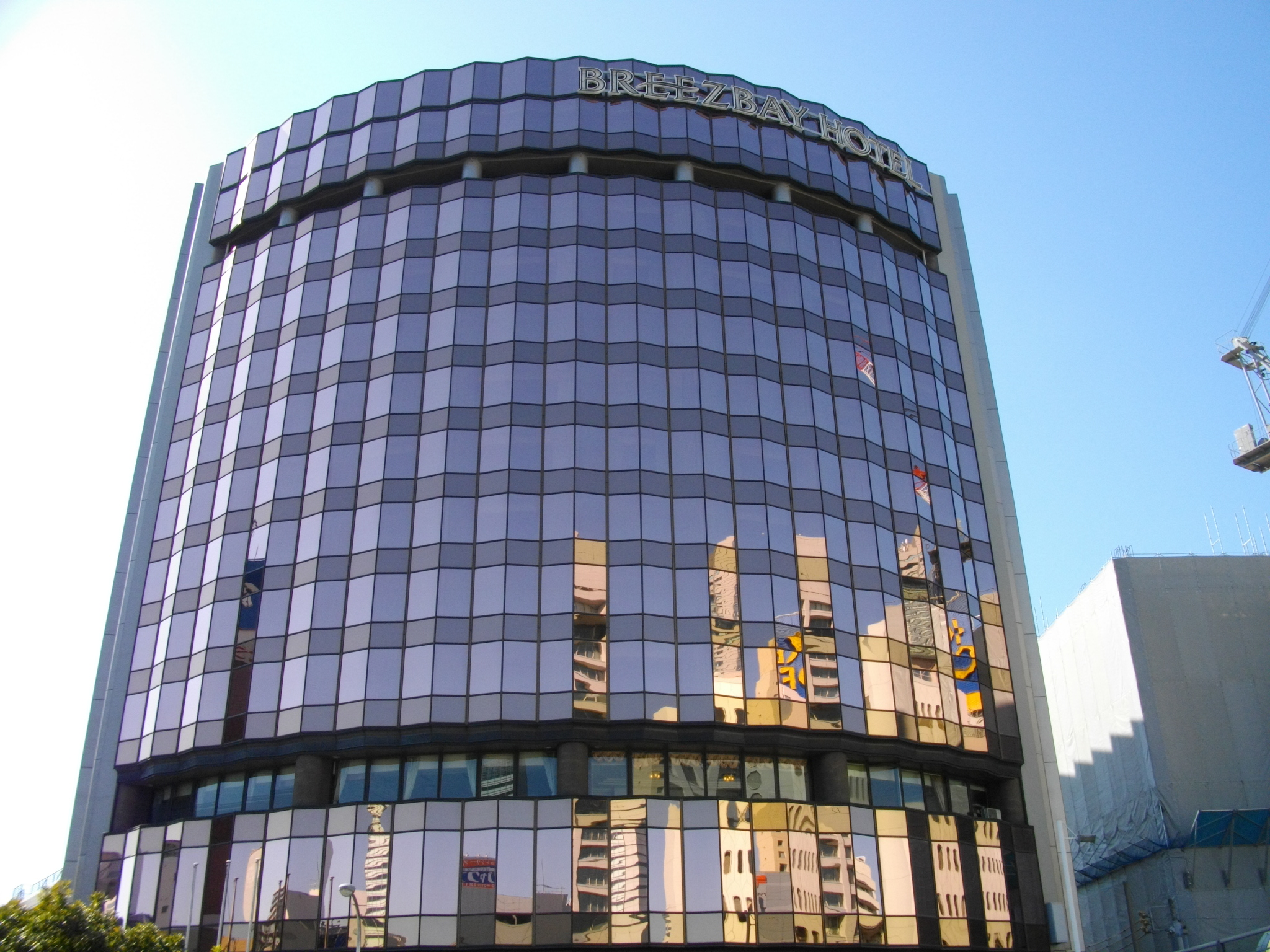
ブリーズベイホテル リゾート&スパ

ブリーズベイホテル株式会社（BREEZBAY HOTEL GROUP）は、神奈川県横浜市中区に本社を置き、ホテル業・及び既存ホテルの買収再生業を営む企業である。

## 概要
現在の法人である「ブリーズベイホテル株式会社」は、2004年7月当時、経営不振に陥っていた「ブリーズベイホテル（横浜市中区）」・「市川グランドホテル」の2つのホテルを、現経営陣が取得・再生するところから事業がスタートした。それ以降、全国の複数のホテルを次々と取得し、自社グループのホテルとして運営している。
かつて東急ホテルズ（東急グループ）に属していたホテルも当社のホテルブランドで再オープンしている。2010年11月には、福島市の福島東急インを「ホテルクラウンヒルズ福島」として再オープンした。釧路・帯広・小倉の各東急インがブリーズベイホテル株式会社への売却によるフランチャイズ運営の後に「ホテルクラウンヒルズ釧路」・「ホテルグランテラス帯広」・「ホテルクラウンヒルズ小倉」として再オープンした。
取得後、自ブランド名に改名する場合もあるし、そのままの名前で継続する場合もあり、統一がなされているわけではない。系列ホテルのグループ名称として、2012年4月1日より「BBHホテルグループ」という名称が新たに使用されるようになった。また、同日より、俳優・タレントの高橋英樹が名誉支配人に就任した。更に、2013年5月1日からは、英樹の実の娘であるフリーアナウンサーの高橋真麻がBBHホテルグループのチーフプロデューサーに就任した。
また、直営のケーキショップも出店していたが、2015年モンドセレクション最高金賞を受賞した後、ケーキショップ事業からは撤退している。

## 「ブリーズベイホテル（横浜市中区花咲町）」について
当社の旗艦ホテルであるブリーズベイホテル RESORT&SPA（横浜市中区花咲町）は、1990年9月にオープンし、地域における宿泊施設として利用されてきたが、開業から時期が経つにつれ、施設の老朽化等も進み、一旦は厳しい運営状況となった。
その後、開業から14年が経った2004年7月に、現在の経営陣による運営に移行。その後、施設において各種施策の実行等が行われ、その結果、運営状況は改善。そして、現在に至る

。

## ポイントカード/アプリ
BBHホテルグループでは、独自のポイントカード「ブリーズベイポイントカード」を発行していた（2020年12月サービス終了）。入会金・年会費は無料で、基本的には2000円の利用ごとに1ポイント付与され、一定のポイントがたまると特典が進呈される（例：100ポイント貯まると1万円キャッシュバック、もしくは2万円分のグループホテル宿泊券プレゼント）というのが、共通の会員サービスとなっている。
なお、グループホテルで10ポイント以上たまったポイントカードを提示する事により、宿泊する部屋の優先アップグレードのサービスを受ける事も出来る（ただし、その時点で部屋に空きがある場合に限る）。また、「ブリーズベイホテル RESORT&SPA」等においては、上記以外の会員向けのホテル独自の特典（ホテル内レストランでの割引特典など）も別途用意されている。
ちなみに、2016年2月時点では、ブリーズベイホテル株式会社が運営するホテルの全店で利用可能な訳ではなく、対象ホテルは公式サイトの「ポイントカードのご案内」に記載されているホテル（例：「ブリーズベイホテル RESORT&SPA」等）に限定されていた。
2020年に新たな会員サービスとして、スマートフォン向けの公式ポイントアプリをリリースし、以後はカードを廃止してアプリへの移行を進めている。

## 運営しているホテル（BBHホテルグループ）
全国138店舗（2023年3月現在）。さらにタイ、インドネシアにも各1店舗を展開。

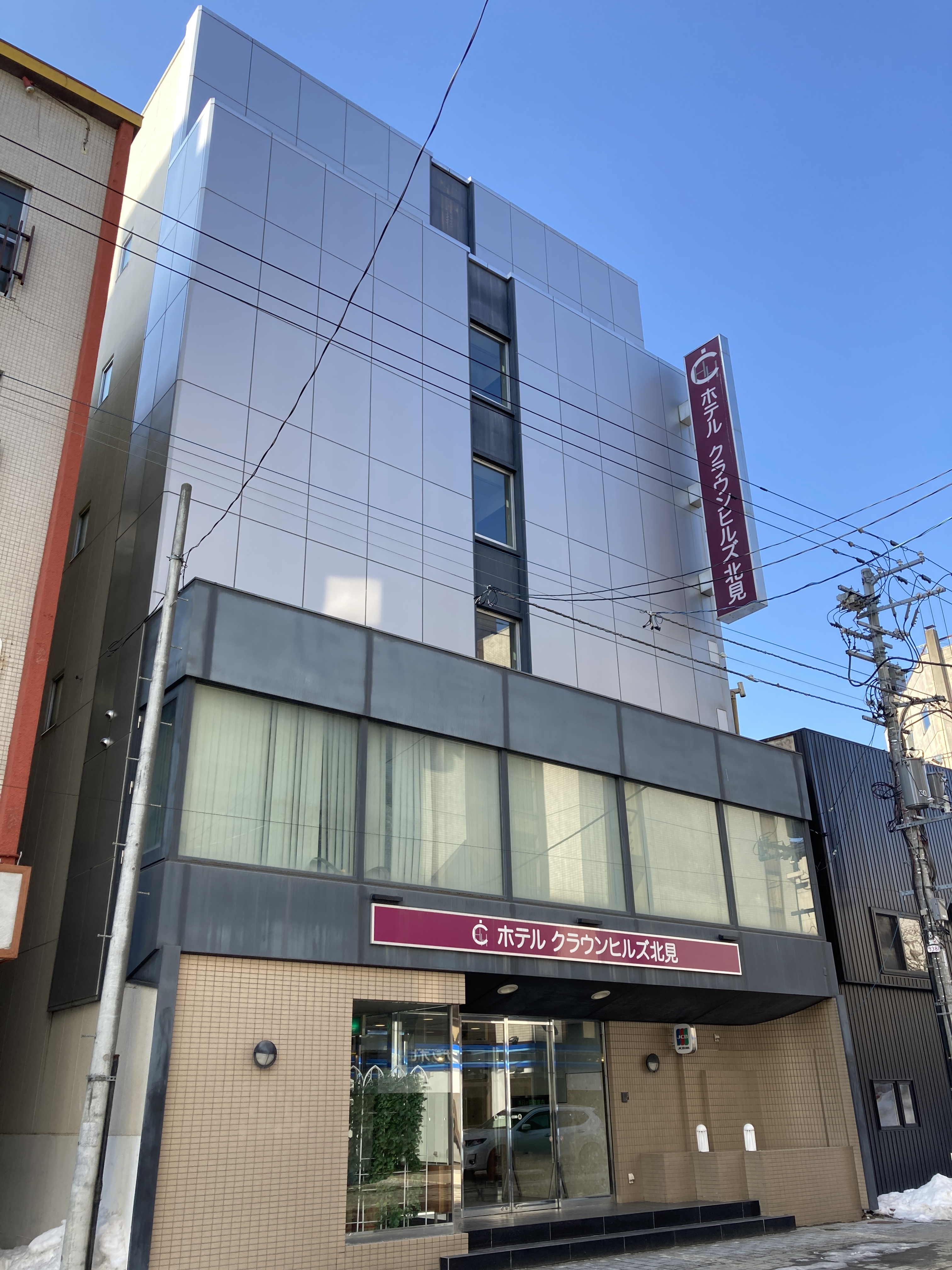
ホテルクラウンヒルズ北見（北海道北見市）
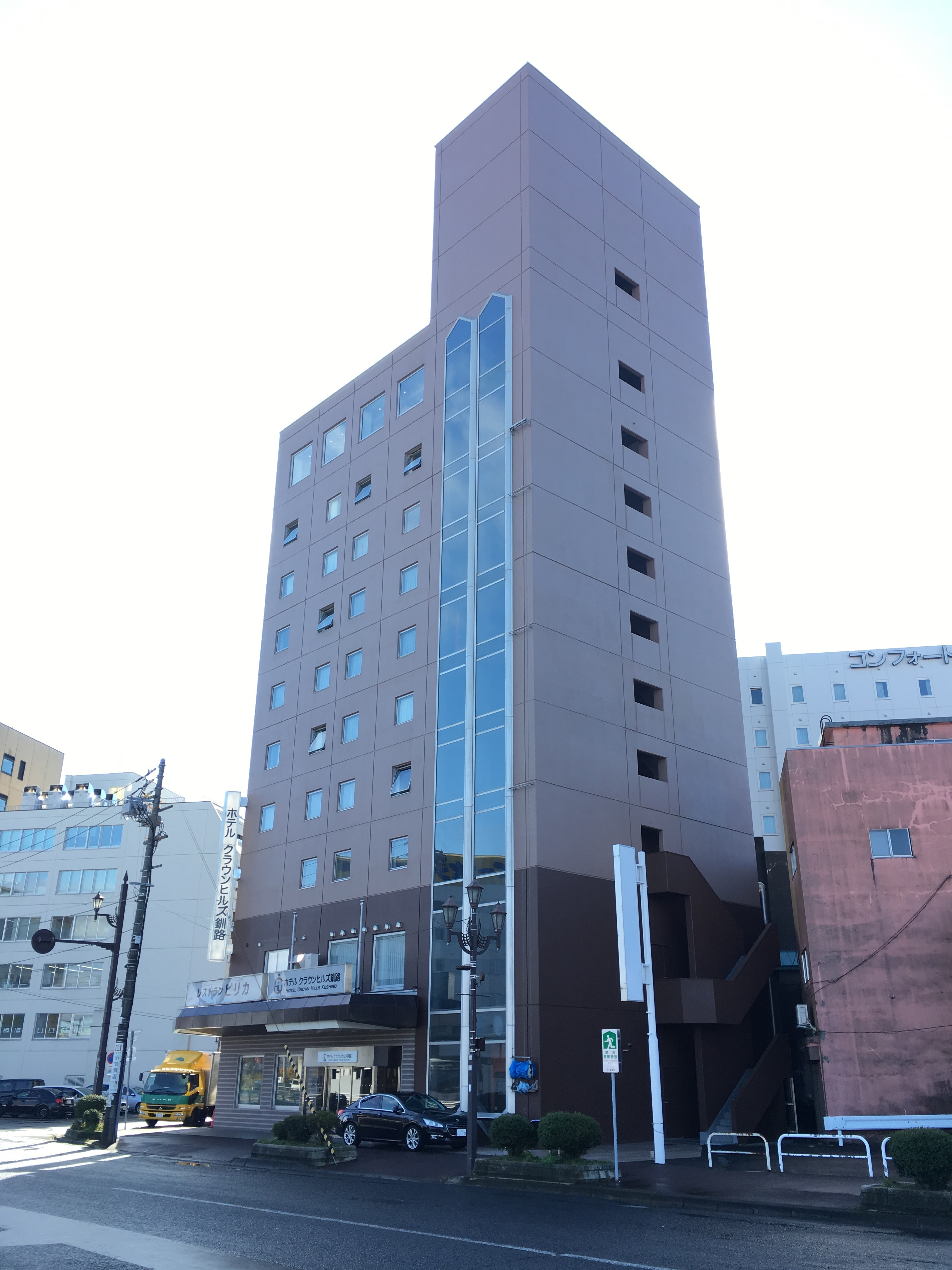
ホテルクラウンヒルズ釧路（北海道釧路市）
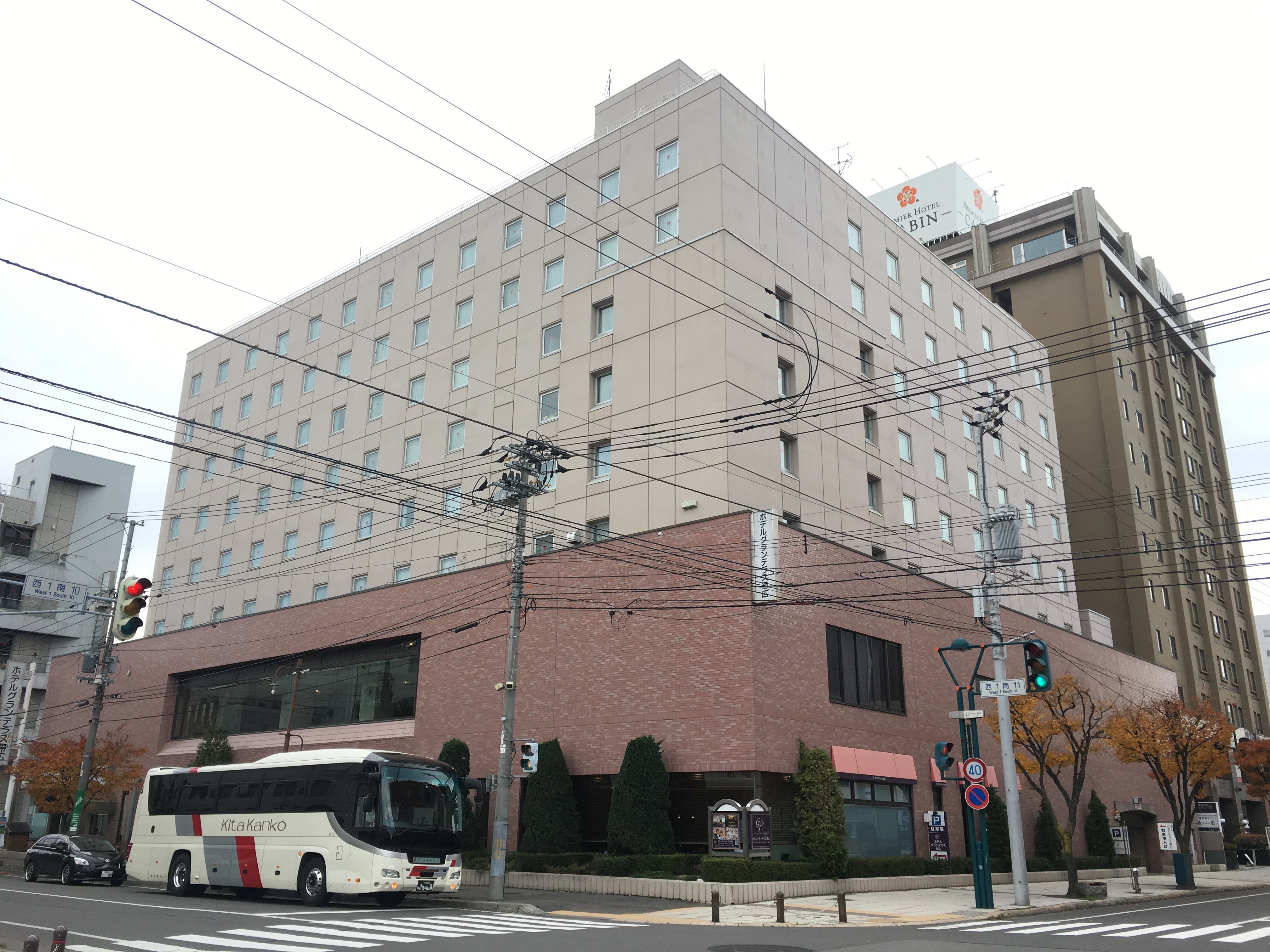
ホテルグランテラス帯広（北海道帯広市）